# Syllis danieli
Syllis danieli är en ringmaskart som beskrevs av San Martin 1992. Syllis danieli ingår i släktet Syllis och familjen Syllidae. Inga underarter finns listade i Catalogue of Life.